# Parachemmis manauara
Parachemmis manauara är en spindelart som beskrevs av Alexandre B. Bonaldo 2000. Parachemmis manauara ingår i släktet Parachemmis och familjen flinkspindlar. Inga underarter finns listade i Catalogue of Life.